# フリャジノ
座標: 北緯55度57分 東経38度03分 / 北緯55.950度 東経38.050度

フリャジノの市章

フリャジノ（ロシア語: Фрязино、ラテン文字表記の例: Fryazino）は、ロシアのモスクワ州にある都市。人口は6万580人（2021年）。首都モスクワの北東35キロメートルにある。「科学都市」（ナウコグラード）の一つ。科学研究施設が集積し、特にマイクロ波研究の中心地である。クリャージマ川水系のヴォーリャ川の支流リュボセイェフカ川が流れる。

## 歴史

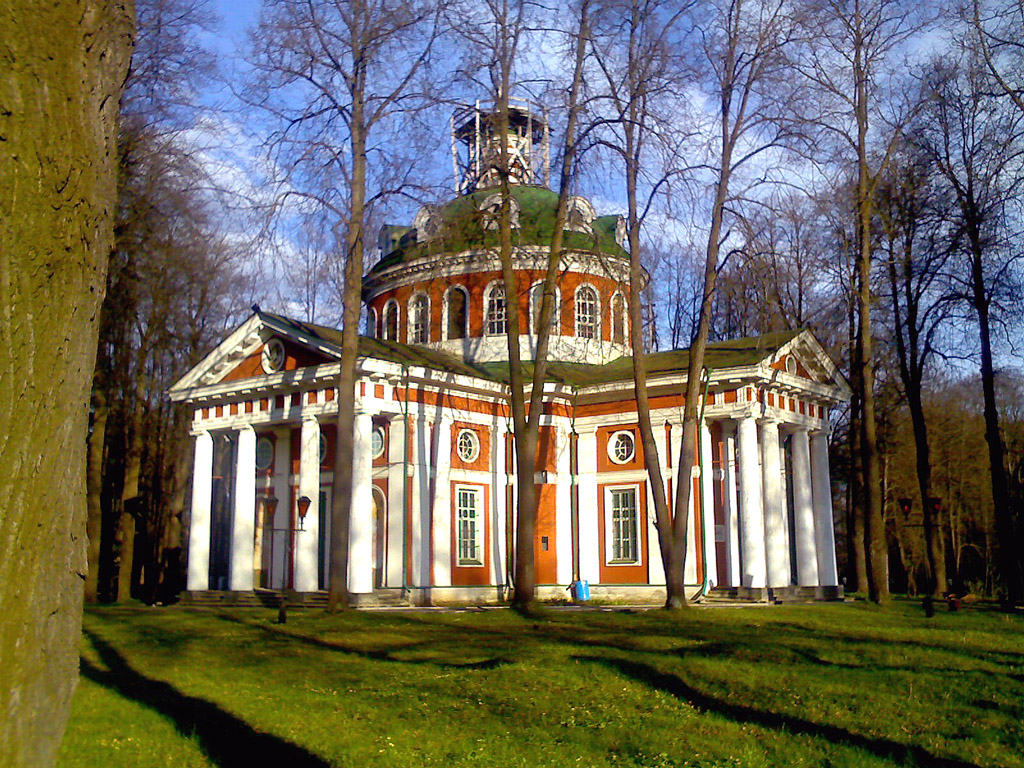
グレブネヴォには今も、邸宅や聖堂が散在する大貴族の広大な地所が残る。その一部である生神女聖堂

1584年から1856年にかけて、グレブネヴォ、フリャジノフカ、チゾヴォの各村が現在のフリャジノ市の位置にあった。1584年から1586年のモスクワ郡の土地台帳には「リュボシフカ川沿いのフリャジノフカ村とサムソノフ村」への言及が見られる。この時代にはボグダン・ベリスキーの領地であった。彼はリュボシフカ川沿いのグレブネヴォに邸宅を構えたが、これは後にガリツィン家やトルベツコイ家などの大貴族の地所となった。
18世紀後半には絹織物の工場が建ち、1791年にはグレブネヴォに大きな生神女聖堂が建った。20世紀初頭に大きな繊維工場やレンガ工場が建ち、フリャジノは工場の町としての発達を始めた。十月革命の後、工場の国有化が進み、周囲は労働者の集落となった。1938年に都市型集落となり、1951年には市となった。当時の人口は12,000人ほどであった。
1930年代よりフリャジノには無線工学・電波工学の工場があり、1940年代にはいくつかの研究所が建つようになった。以来、無線通信や電波の研究施設が集まり、2003年には科学施設が集積する都市に与えられる「科学都市」の地位を得ることになった。2009年10月にはロシア経済の近代化と技術開発に関する会合が大統領ドミートリー・メドヴェージェフを議長としてフリャジノで開催されている。

## 経済

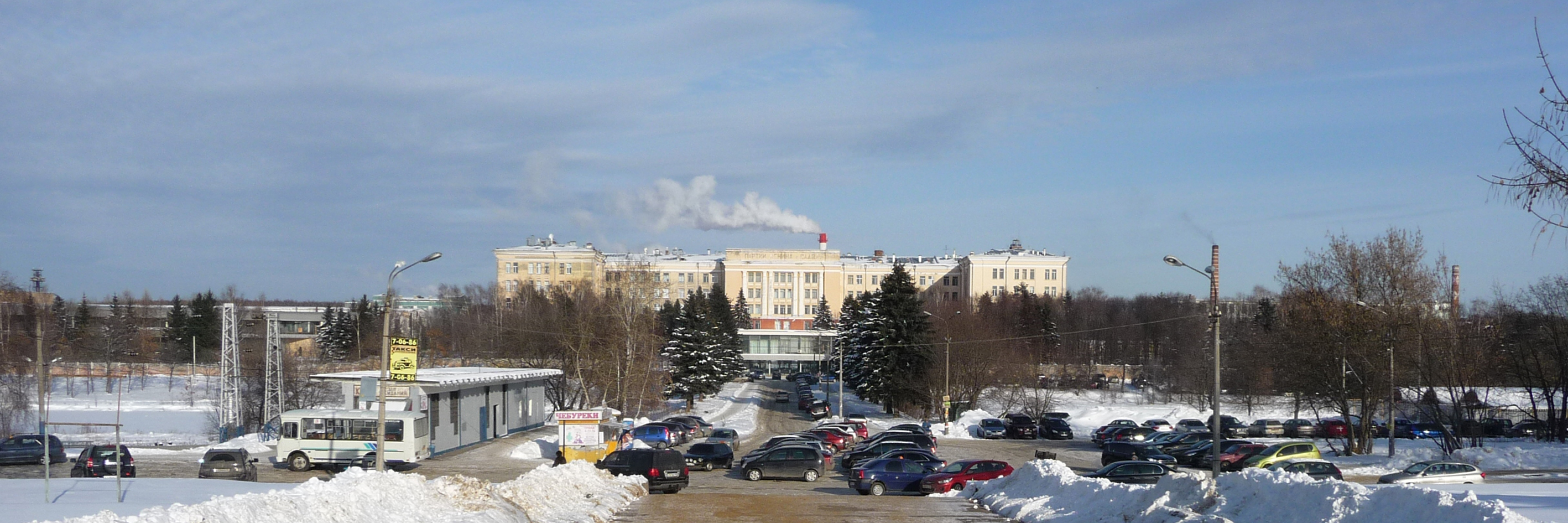
中央奥は「イストック」の建物。左にはモスクワへ向かうフリャジノ旅客駅があり、その奥に雪に覆われたリュボセイェフカ川の貯水湖がある

1901年にアンナ・カプツォヴァが大きな絹織物工場をフリャジノ村に建設した。これが村で最初の石造りの建物でもあった。1918年に国有化され、1929年に閉鎖されている。
1933年に旧絹織物工場を使って「ラジオラムパ」工場が設立された。これ以後フリャジノはソ連の電子工業の中心地のひとつとなった。最初の研究所であるSRI-160（現在の連邦政府国営企業「イストック」）は1943年に設立され、やがて5つの研究所が立地するようになった。1955年にはロシア科学アカデミーの無線・電子研究所の支部が開設された。ソ連時代は主に軍事目的の研究が行われたが、ソビエト連邦の崩壊後はスタッフのほとんどの解雇を迫られた。現在のフリャジノでは勤労者の多くはモスクワへ通勤している。イストックなどの研究所はその後は医療などに活路を見出している。
その他、菓子工場や茶の工場、家具工場などが立地している。

## 交通
フリャジノ駅からはモスクワのヤロスラフスキー駅への近郊電車が走っており、所要時間は1時間15分ほど。その他、ミニバスなどがモスクワの中央バスターミナルとの間を45分ほどで結んでいる。
フリャジノの西20キロメートルのプーシキノにはアルハンゲリスクに向かうM8幹線道路が通る。

## 文化
街の東の郊外のリュボセイェフカ川沿いには、歴史的な遺産であるグレブネヴォの地所がある。これは大貴族の邸宅がある広大な土地で、1780年から1790年にかけて建てられ、1817年から1823年にかけて建て直されている。街の中心には「英雄の通り」と呼ばれる場所があり、第二次世界大戦で戦ったフリャジノ出身のソ連邦英雄の胸像が建てられている。また第二次世界大戦に出征したすべての住民の名を記した記念碑もある。

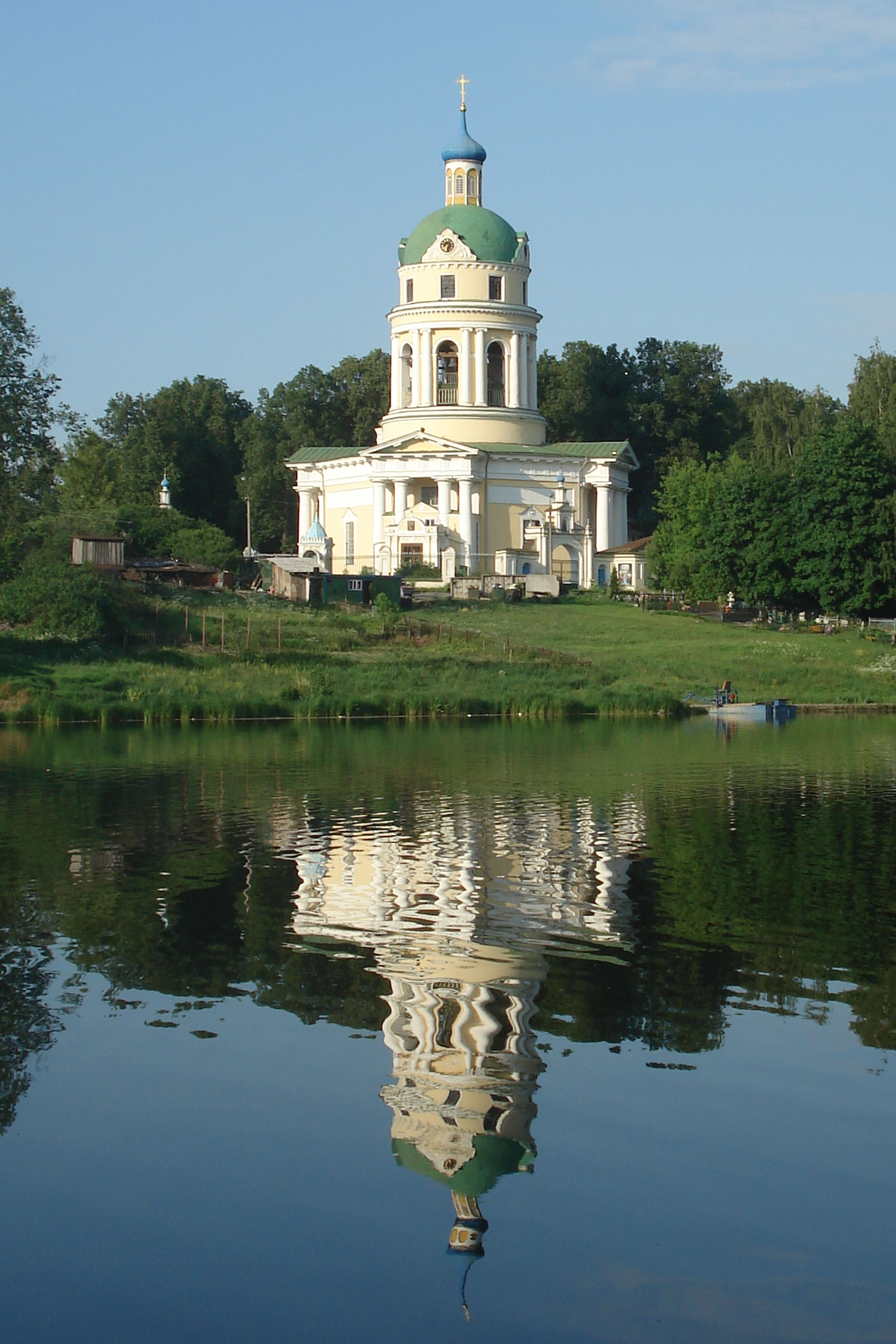
グレブネヴォの地所に建つ聖ニコライ聖堂（1823年）

## 出身者・ゆかりの人物
- アレクサンドル・バランジン：宇宙飛行士
- スタニスラフ・ペトロフ：ソ連軍人
- アレクサンドル・ザイツェフ：天文学者